# 파워코드

파워코드(power chord)는 근음과 5도로 이뤄진 화음을 말한다. 보통 록 음악에서 전기 기타로 연주할 때 쓰인다.
기타 음악, 특히 일렉트릭 기타에서 근음과 5도, 그리고 해당 음의 옥타브로 구성된 화음에 대한 구어체 이름이다. 파워코드는 일반적으로 증폭 기타, 특히 의도적으로 왜곡 또는 오버드라이브 효과를 추가한 전자기타에서 연주된다. 파워코드는 수많은 스타일의 록, 특히 헤비메탈과 펑크 록의 핵심 요소이다. 참고로, 동음이의어로 쓰이는 파워코드(power cord)는 각종 전자기기에 전력을 공급하는 '전원 케이블'(power cable)을 의미한다.

## 같이 보기
- 배음